# Покидченко, Анна Яковлевна
Анна Яковлевна Покидченко (1 января 1926, Ростов-на-Дону, СССР — 2 марта 2014, Новосибирск, Россия) — советская и российская театральная актриса, общественный деятель, народная артистка СССР (1987).

## Биография
Родилась 1 января 1926 года в Ростове-на-Дону в театральной семье.
В годы войны находилась в эвакуации, с 1942 по 1944 год — актриса Театра русской драмы в Алма-Ате (ныне имени М. Ю. Лермонтова), с 1944 по 1946 — Актюбинского областного театра драмы (ныне имени Т. Ахтанова).
В 1946 году, по окончании Алма-Атинской театральной студии (педагог Ю. С. Иоффе), уехала в Ашхабад, где играла в Государственном русском драматическом театре им. А. С. Пушкина. С 1953 по 1957 год — актриса Чкаловского областного драматического театра им. М. Горького (ныне Оренбургский областной драматический театр имени М. Горького), в 1957—1958 — Драматического театра Прикарпатского военного округа во Львове (ныне Львовский драматический театр имени Леси Украинки).
С 1958 года — актриса Новосибирского драматического театра «Красный факел», где переиграла весь драматический репертуар.
Член художественного совета театра, председатель президиума премии имени В. П. Редлих за лучшие актёрские работы в рамках Межрегионального театрального фестиваля «Сибирский транзит». Избиралась заместителем председателя Правления Новосибирского отделения Всероссийского театрального общества (ВТО) и членом ревизионной комиссии ВТО в Москве, депутатом городского и областного совета, членом ЦК профсоюзов работников культуры РСФСР.
Скончалась 2 марта 2014 года в Новосибирске на 89-м году жизни. Похоронена на Заельцовском кладбище.

### Семья
- Муж — Семён Семёнович Иоаниди (1928—1998), актёр, режиссёр, заслуженный деятель искусств РСФСР (1972).

## Награды и звания
Государственные награды СССР и Российской Федерации:
- Заслуженная артистка РСФСР (1956)
- Народная артистка РСФСР (1973)[4]
- Народная артистка СССР (1987)
- орден Дружбы (2001)

Другие награды и общественное признание:
- Титул «Национальное достояние России» (1994)
- Звание «Человек года» в области театрального искусства (1995, мэрия Новосибирска)
- Премия новосибирского театрального фестиваля-конкурса «Парадиз» в номинации «Лучшая женская роль второго плана» (2007)[5]
- Почётный гражданин Новосибирска (2003)[6]
- Памятный знак «За труд на благо города» (Новосибирск, 2013)[7]

## Роли в театре

### Государственный русский драматический театр им. А. С. Пушкина
- «Отелло» У. Шекспира — Бьянка
- «Враги» М. Горького — Надя
- «Последние» М. Горького — Вера
- «Лондонские трущобы» Б. Шоу — Бланш
- «Макар Дубрава» А. Корнейчук — Анка
- «Директор» С. Алёшин — Настя
- «Бесприданница» А. Островского — Лариса

### Оренбургский областной драматический театр имени М. Горького
- «Ромео и Джульетта» У. Шекспира — Джульетта
- «Униженные и оскорблённые» по Ф. Досторевскому — Наташа
- «Пролитая чаша» Ван Шифу — Ин-Ин
- «Деньги» А. Софронова — Александра
- «Годы странствий» А. Арбузова — Люся Ведерникова
- «Дачники» М. Горького — Соня
- «Порт-Артур» А. Степанова и И. Ф. Попова — Варя Белая
- «Сын рыбака» В. Лациса и Н. Горчакова — Зента
- «Любовь Ани Березко» М. Пистоленко — Аня
- «Дон Сезар де Базан» А. Деннери и Ф. Дюмануар — Маритана
- «Дикарка» А. Островского — Лариса
- «По велению сердца» Н. Анова и Я. Штейна — Зоя
- «Сады цветут» В. Масса и Н. Куличенко — Галя
- «Не называя фамилий» В. Минко — Поэма
- «В добрый час!» В. Розова — Галя
- «Оренбургская старина» Н. Анова — Крепостная актриса Любаша
- «Интервенция» Л. Славин — Жанна Барбье

### Львовский драматический театр Прикарпатского военного округа
- «Кряжевы» В. Лаврентьева — Надежда
- «За час до рассвета» А. Галича — Девушка Варя
- «Пигмалион» Б. Шоу — Элиза
- «Дальняя дорога» А. Арбузова — Лиля

### Новосибирский драматический театр «Красный факел»
- «Последняя легенда» В. Лаврентьева — Тина (1958)
- «Яков Богомолов» М. Горького — Верочка (1958)
- «Барабанщица» А. Салынского — Нила Снежко (1959)
- «Битва в пути» по Г. Николаевой — Тина Карамыш (1959)
- «Живой труп» Л. Толстого — Маша (1959)
- «Третья патетическая» Н. Погодина — Ирина (1959)
- «Иркутская история» А. Арбузова — Валька (1960)
- «Стряпуха» А. Софронова — Павлина (1960)
- «Три сестры» А. Чехова — Маша (1960)
- «Океан» А. Штейна — Аничка (1961)
- «Ради своих ближних» В. Лаврентьева — Даша (1961)
- «Большое волнение» И. Дворецкого — Вера (1961)
- «Собака на сене» Л. де Веги — Диана (1962)
- «Стряпуха замужем» А. Софронова — Павлина (1963)
- «Ленинградский проспект» И. Штока — Павлина (1963)
- «Палата» С. Алёшина — Ксения (1963)
- «Нора» Г. Ибсена — Нора (1964)
- «Враги» М. Горького — Надя (1964)
- «Между ливнями» А Штейна — Тата Нерадова (1965)
- «Повитель» А. Иванова — Дуняша (1965)
- «Таня» А. Арбузова — Таня (1966)
- «Топаз» М. Паньоля — Сюзи (1966)
- «Судебная хроника» Я. Волчека — Судья (1966)
- «Традиционный сбор» В. Розова — Агния (1967)
- «Варшавская мелодия» Л. Зорина — Гелена (1967)
- «Бег» М. Булгакова — Серафима (1968)
- «Маленькая докторша» К. Симонова — Таня Овсянникова (1969)
- «Варвары» М. Горького — Лидия Богаевская (1969)
- «Моё сердце с тобой» Ю. Чепуринаа — Фаина (1969)
- «Мария» А. Салынского — Мария Одинцова (1970)
- «Выбор» А. Арбузова — Ляля (1971)
- «Князь Мстислав Удалой» И. Прута — Мария Павловна (1971)
- «Трактирщица» Гольдони, Карло — Мирандолина (1971)
- «Поговорим о странностях любви…» В. Пановой — Надежда Милованова (1972)
- «Сослуживцы» Э. Брагинского и Э. Рязанова — Калугина (1972)
- «Солдатская вдова» Н. Анкилова — Полина (1973)
- «Долги наши» Э. Володарский — Тоня (1973)
- «Золотая карета» Л. Леонов — Щелканова (1974)
- «Старомодная комедия» А. Арбузова — Лидия Васильевна (1975)
- «Орфей спускается в ад» Т. Уильямс — Лейди (1975)
- «Да здравствует королева, виват!» Р. Болта — Мария Стюарт (1976)
- «Мораль пани Дульской» Г. Запольской — Пани Дульская (1977)
- «Большевики» М. Шатрова — Коллонтай (1977)
- «Вишнёвый сад» А. Чехова — Раневская (1978)
- «Тринадцатый председатель» А. Абдуллина — Халида (1979)
- «Гнездо глухаря» В. Розова — Наталья Гавриловна (1979)
- «Восемь любящих женщин» Р. Тома — Габи (1979)
- «Одна ночь» Б. Горбатова — Софья (1980)
- «Синие кони на красной траве» М. Шатрова — Клара Цеткин (1980)
- «Воспоминание» М. Шатрова — Любовь Георгиевна (1981)
- «Родительское собрание» В. Черменёва — Врач (1981)
- «По ком звонит колокол» Э. Хемингуэя — Пилар (1981)
- «Человек, который платит» И. Жамиака — Элеонора Дюрок (1982)
- «Васса Железнова» М. Горького — Васса Железнова (1963)
- «Восемнадцатый верблюд» С. Алёшина — Агнесса Павловна (1983)
- «Милый лжец» Дж. Килти — Стела Патрик Кэмпбелл  (1984)
- «Кафедра» В. Врублевской — Панченко (1985)
- «Вдовий пароход» П. Лунгина и И. Грековой — Ольга Ивановна (1985)
- «Виноватые» А. Арбузова — Мария Васильевна (1986)
- «Кабанчик» В. Розова — Мария Бонифатьевна (1986)
- «Долгое путешествие в ночь» Ю. О’Нила — Мэри Тайрон (1988)
- «Московский хор» Л. Петрушевской — Лика (1989)
- «Летиция, или Игра воображения» П. Шеффера — Мисс Шон (1991)
- «Гарольд и Мод» К. Хиггинса и Ж-К. Каррьера — Мод (1992)
- «На коже наших зубов» Т. Уайлдера — Мисс Антробус (1992)
- «Таланты и поклонники» А. Островского — Домна Пантелеевна (1994)
- «Как важно быть серьёзным» О. Уайльд — Леди Брэкнелл (1996)
- «Хорошо проведённый день, или Привет, Долли!» Т. Уайлдера — Долли Леви (1996)
- «Мадлен и Моисей» П.-О. Скотто — Мадлен (1999)
- «Пока она умирала…» Н. Птушкиной — Софья Ивановна (2000)
- «Последняя любовь Дон Жуана» Э.-Э. Шмитта — Герцогиня Де Вобрикур (2002)
- «Дорогая Памела» Дж. Патрика — Памела Кронки (2004)
- «Пиковая дама» А. Пушкина — Графиня Анна Федотовна (2007)
- «Когда же пойдёт снег…?» Д. Рубиной — Вера Павловна (2010)
- «Сегодня к тебе прийти не могу» (режиссёр А. Зыков) — играет себя (2010)
- «Поминальная молитва» Г. Горина — Берта (2011)

## Фильмография
- 1968 — Сердце — Соня

Участие в фильмах
- 1994 — Актриса (документальный)